# Alice Ducasse
Anne-Elisa Alice Ducasse, née  le 20 mai 1841 à Valparaíso au Chili et morte le 4 décembre 1923 à Paris 9e, est une chanteuse d'opéra et enseignante française.

## Biographie
Alice Ducasse est membre de la société du Théâtre Lyrique sous Jules Pasdeloup et Albert Vizentini où elle chante divers rôles, créant les rôles de Mab dans La Jolie Fille de Perth de Bizet, ainsi que ceux de Nérine dans L'irato de Étienne Nicolas Méhul (novembre 1868), Formosa dans En Prison d'Ernest Guiraud (mars 1869), Thérèse dans Don Quichotte d'Ernest Boulanger (mai 1869) et Nydia dans Le Dernier Jour de Pompéi de Victorin de Joncières (septembre 1869).
Passant à l'Opéra Comique, elle crée Léna dans La Princesse jaune en 1872 et Frasquita lors de la création de Carmen en 1875. Elle chante également lors des premières représentations à l'Opéra Comique d'œuvres qui ont eu leur première dans d'autres salles : Jacqueline dans Le Médecin malgré lui en 1872, Stefano dans Roméo et Juliette en 1873, un berger dans la reprise du Pardon de Ploërmel en 1874, Nicette dans la reprise de 1871 du Pré aux clercs (la 1000e représentation), Mirza dans la production de Lalla-Roukh en 1876, Rita dans la reprise en 1877 de Zampa (500e représentation) et Papagena dans la production de 1879 de La Flûte enchantée.
D'autres rôles sont celui, en travesti, de Bertrand à la représentation du 500e anniversaire à l'Opéra-Comique des Rendez-vous bourgeois de Nicolas Isouard en mars 1873, de Georgette dans Le Val d'Andorre en octobre 1875 et de Gillotin dans Gille et Gillotin en mars 1877. En octobre 1880, Ducasse chante Germaine lors de la création de Monsieur de Floridor à l'Opéra-Comique.

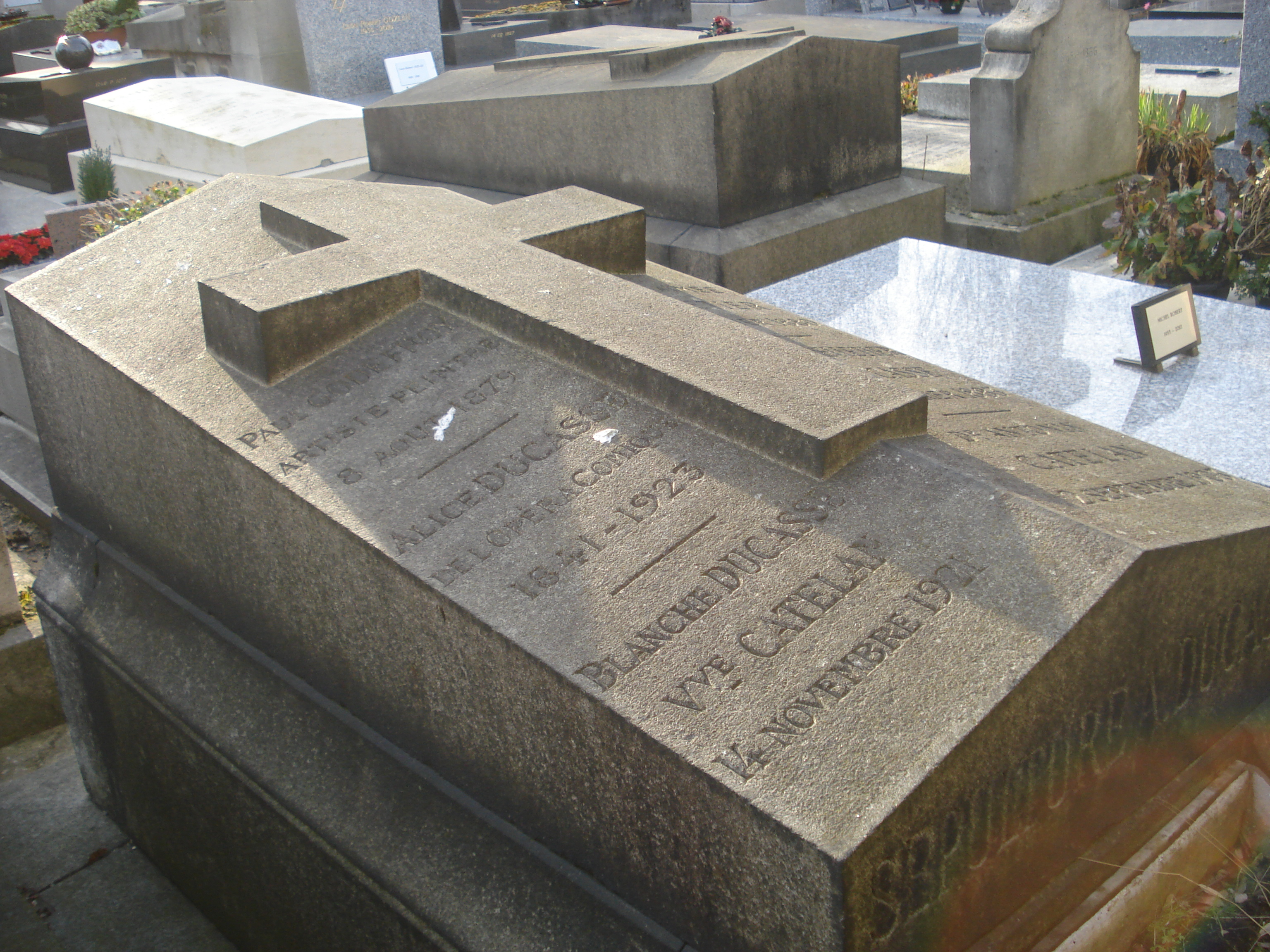
Sépulture au cimetière de Montmartre.

Après être apparue dans le rôle de Marceline dans Les Noces de Figaro en mai 1882, Ducasse quitte la scène pour se consacrer à l'enseignement (à Paris). L'une de ses étudiantes est l'actrice Amélie Diéterle.